# Понте Грота (Казерта)
Понте Грота је насеље у Италији у округу Казерта, региону Кампанија.
Према процени из 2011. у насељу је живело 130 становника. Насеље се налази на надморској висини од 73 м.